# アンジェルコ・チュク
アンジェルコ・チュク（クロアチア語:Anđelko Ćuk, 1983年5月30日 - ）は、クロアチアの男子バレーボール選手。クロアチア代表。

## 来歴
2001年、ボスニアリーグでMVPを獲得。その後移籍したクロアチアリーグの名門ムラドスト・ザグレブで2年連続（2004年、2005年）MVPを獲得した。
2007年からプレーした韓国Vリーグの三星火災ブルーファングスでは2年連続（2008年、2009年）MVP、得点王、サーブ賞を獲得した。
2009年、Vプレミアリーグの豊田合成トレフェルサへ移籍した。2011年退団。
クロアチア代表として、2009年5月に行われた2010年世界選手権予選に出場。同年欧州リーグに出場した。

## 所属クラブ
- OK Ljubinje（1997-1999年）
- OK Radnik Bijeljina（1999-2002年）
- ムラドスト・ザグレブ （2003-2006年）
- 三星火災ブルーファングス （2007-2009年）
- 豊田合成トレフェルサ （2009-2011年）
- 水原韓国電力ビクストーム（2011-2013年）
- ACH Volley（英語版）（2013–2014年）
- アル・アイン（2014年）
- Pamvohaikos V.C.（英語版）（2014–2015年）
- SpeedBall Chekka（2015-2016年）
- マッカビ・テルアビブ（2016-2017年）
- Pallavolo Massa（イタリア語版）（2017-2018年）
- パルチザン・ベオグラード（英語版）（2018-2019年）
- Hapoel Mate-Asher Ako（2019年）
- Jedinstvo Stara Pazova（2019-2020年）
- OK Radnik Bijeljina（2020-2023年）